# Заріцький Петро Васильович

́
Петро Васильович Заріцький (27 січня 1928 — 1 лютого 2017) — український учений-геолог. Академік АН Вищої школи України, доктор геолого-мінералогічних наук, професор, заслужений діяч науки і техніки України, відмінник освіти  України, заслужений професор Харківського національного університету імені В. Н. Каразіна, почесний професор Сіаньського гірничого інституту (Китай), почесний професор Міжнародної наукової студентської школи (Росія), іноземний член Мінералогічного товариства АН Польщі, лауреат нагороди Ярослава Мудрого в галузі науки і техніки.

## Біографія
Народився у с. Губарівка Харківської області. В 1947 р. закінчив із золотою медаллю Богодухівську середню школу і вступив на геологічний факультет Харківського державного університету, який закінчив з відзнакою у 1952 р. Захистив кандидатську (1956) та докторську (1966) дисертації, професор (1968). Завідувач кафедри мінералогії, петрографії та корисних копалин ХНУ ім. В. Н. Каразіна (1964—2003), з 2003 р. — професор цієї кафедри.

## Наукова діяльність
Наукові інтереси: мінералогія, геохімія та літологія осадових порід та пов'язаних із ними корисних копалин, геохімія літогенезу, геохімія навколишнього середовища. В 1979 р. обґрунтував створення нової міждисциплінарної галузі природознавства: вчення про конкреції — конкреціології.
Автор понад 650 наукових праць, із них — 12 монографій та 15 навчальних посібників. Виступав з численними доповідями на міжнар. конгресах і симпозіумах (Польща, Чехословаччина, ФРН, Канада, Італія, Франція, Югославія, Іспанія, США, Китай, Росія).
За його ініціативи вперше в Україні в ХНУ відкрита підготовка магістрів зі спеціалізації «літологія» (з 1987 р.). Створено спец. авторські курси і надруковано однойменні навчальні посібники: «Геохімія літогенезу і основи конкреційного аналізу» (1991), «Геохімічні методи пошуків родовищ корисних копалин» (2000), «Осадові геологічні формації» (2000), «Геохімія навколишнього середовища» (2002), «Геохімія техногенезу» (2004).
Член експ. ради наук про Землю ВАК СРСР (1968—1980) та України (1993—1999), член наук.-експ. ради «Нафта і газ України» МОН України (з 1997 р.), член Метеоритного комітету НАН України, член наукової ради Укр. мінералогічного тoвариства та голова його Харк. відділення, член Літологічного комітету НАН України (з 1968 р.) та голова Харк. відділення, член бюро Північно-Східного наук. центру НАН України та голова його наук. секції «Мінеральні ресурси регіону»(з 1985 р.), член Спілки геологів України (2000), член комісії з стандарту навч. плану бакал. і магістр. МОНУ, член наук.-експертн. ради з коорд. наук. досліджень ВНЗ МОНУ. Член редколегій видань: «Вісник ХНУ ім. В. Каразіна», «Мінералогічний збірник ЛНУ ім. І. Франка», «Записки Українського мінералогічного товариства», «Українська мінералогічна енциклопедія» та ін.

### Основні публікації
Конкреции
и значение их изучения при решении вопросов угольной геологии и литологии. — X.: Вища шк. Изд-во при ХГУ, 1985. — 176 с.
Геохимия литогенеза и основы
конкреционного анализа: Учеб. пособие. — Х.: Изд-во ХГУ, 1991. — 112 с.

### Нагороди
- Заслужений діяч науки і техніки України (1992).
- Відмінник освіти СРСР (1978) та України (1998).
- Засл. професор ХНУ ім. В. Каразіна (1999).
- Почесний професор Пекінського університету (1988—1989) та Сіаньського гірничого інституту (Китай, 1988).
- Іноземний член Мінералогічного т-ва Польщі (1964).
- Нагороджений численними медалями і почесними грамотами.
- Лауреат Нагороди Ярослава Мудрого АН ВШ України (1996).